# 顾临 (美国外交官)
顾临（英語：Roger Sherman Greene，1881年—1947年），美国外交官、社会活动家。

## 生平
顾临出生于马萨诸塞州韦斯特伯勒，幼年时期在日本度过。后就读于哈佛大学，1901年获学士学位，次年又获硕士学位。此后12年间他在巴西、日本、西伯利亚、中国等地从事领事职务，包括曾担任过美国驻哈尔滨领事、驻汉口总领事。
1914年之后他离开外交界，加入洛克菲勒基金会并开始从事慈善活动。他成为了洛克菲勒基金会下的中国医学考察团（China Medical Commission）的一员，该考察团后来促成了中华医学基金会的成立。1921年起他出任基金会驻华代表，1927年至1929年间曾任洛克菲勒基金会远东部副主任。另外，他还于1928年起担任北京协和医学院代理校长。此后因与洛克菲勒基金会不合，于1935年辞职返回美国。
1938年至1941年间，他出任“不参加日本侵略委员会”（American Committee For Non-Participation In Japanese Aggression）主席。1940年至1941年间又任威廉·艾伦·怀特成立的援助盟军保卫美国委员会副主席。在此期间他一直游说美国政府援助中国的抗日战争。珍珠港事件后他因健康原因减少了公开活动，不过仍兼职担任美国国务院文化关系部（Division of Cultural Relations）顾问。1947年，他因心力衰竭与慢性肾炎在佛罗里达州西棕榈滩逝世。

## 家族
顾临是美国国父之一的罗杰·谢尔曼的后代。他的兄长埃瓦茨·鲍特尔·格林为历史学家、杰罗姆·戴维斯·格林为银行家，父亲丹尼尔·克罗斯比·格林为传教士，舅祖父则是曾任美国国务卿的威廉·M·埃瓦茨。

## 延伸阅读
[在维基数据编辑]